# Johan Södergran
Per Johan Nikolas Södergran, född den 20 november 1999 i Stockholm, är en svensk professionell ishockeyspelare som spelar för Linköping HC i SHL. Södergrans moderklubb är Stocksunds IF, som senare utvecklades till SDE HF där han spelade juniorishockey. Han lämnade föreningen 2015 för spel med Linköping HC och vann under säsongen 2016/17 SM-brons med Linköping J18. Under samma säsong, i januari 2017, gjorde han SHL-debut.
Vid NHL Entry Draft 2018 valdes Södergran i den femte rundan som spelare nummer 165 totalt av Los Angeles Kings. I juni 2019 skrev han ett treårsavtal med klubben och spelade under sin första säsong i Nordamerika för dess farmarlag Ontario Reign i AHL. Mellan augusti och november 2020 blev han utlånad till Almtuna IS i Hockeyallsvenskan. I mars 2022 blev han utlånad till den tyska klubben Eisbären Berlin, med vilka han vann det inhemska mästerskapet samma säsong. Därefter återvände han till Sverige där han säsongen 2022/23 var med och spelade upp Modo Hockey till SHL. Han spelade tre säsonger med Modo och återvände till Linköping i april 2025.
Södergran representerade Sverige vid JVM i Kanada 2019.
Södergran är yngre bror till musikkompositören Olle Södergran.

## Karriär

### Klubblag

#### 2015–2019: Linköping HC
Södergran inledde sin ishockeykarriär i moderklubben Stocksunds IF. Som junior spelade han för SDE HF, en förening som bildats genom en sammanslagning av Stocksunds IF, Danderyds SK och Enebybergs IF. Inför säsongen 2015/16 lämnade han SDE HF då han blivit intagen på Linköping HC:s ishockeygymnasium. Södergran tillbringade större delen av följande säsong med Linköpings J18-lag men gjorde också några få framträdanden med klubbens J20-lag.
Under sin andra säsong tog Södergran klivet upp till Linköpings J20-lag, där han tillbringade större delen av säsongen. Han spelade dock också ett antal matcher med J18-laget, som tog ett SM-brons vid säsongens slut. Under denna säsong gjorde Södergran också SHL-debut då han fick fyra sekunders speltid i en match mot Skellefteå AIK den 3 januari 2017. Säsongen 2017/18 blev Södergran tvåa i Linköping J20:s interna poängliga med 33 poäng på 37 matcher (17 mål, 16 assist). Under säsongen spelade han också fler matcher med A-laget i SHL, men på de 20 grundseriematcher han gjorde fick han väldigt lite speltid. I 13 av matcherna fick han mindre än en minuts speltid eller ingen speltid alls – som mest spelade han strax över sju minuter i en match mot Frölunda HC.
Under sommaren 2018 blev Södergran vald vid NHL-draften i den femte rundan av Los Angeles Kings som nummer 165 totalt. Säsongen 2018/19 inledde Södergran med Linköping i SHL. I den första omgången noterades han för sina första poäng i ligan då han gjorde ett mål, på Niklas Svedberg, och en assist i en 4–1-seger mot Timrå IK. Den 12 oktober 2018 meddelade Linköping att man skrivit ett tvåårsavtal med Södergran. Totalt stod han för 13 poäng på 42 grundseriematcher (åtta mål, fem assist). Då Linköping misslyckats att ta sig till SM-slutspel, avslutade Södergran säsongen med klubbens J20-lag. Laget tog sig till SM-final, där man ställdes mot Modo Hockey. Trots två mål av Södergran föll laget med 4–2 och man tilldelades därför ett SM-silver.

#### 2019–2025: AHL, utlåningar och Modo Hockey

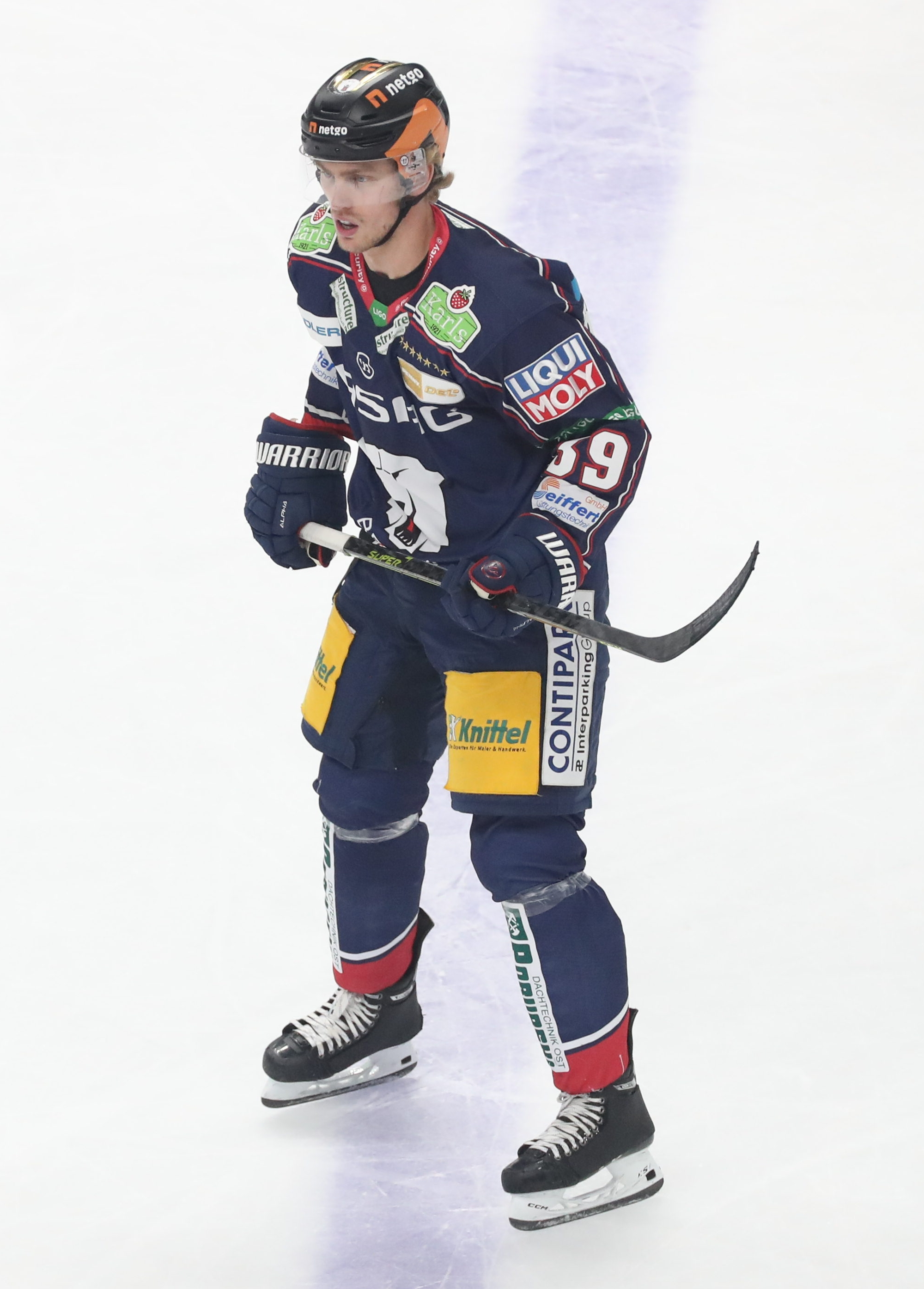
Södergran med Eisbären Berlin 2022.

Den 10 juni 2019 bekräftade Kings att man skrivit ett treårsavtal med Södergran. Den 22 september samma år meddelade klubben att man skickat ner Södergran till farmarklubben Ontario Reign i AHL. Han inledde säsongen med Reign och gjorde AHL-debut den 5 oktober 2019 i en match mot Bakersfield Condors. Den 22 november 2019 gjorde han sitt första mål i AHL, på Eric Comrie, i en 1–4-förlust mot Tucson Roadrunners. Totalt spelade han 48 grundseriematcher för Reign och noterades för två mål och fem assistpoäng.
Den 29 augusti 2020 meddelades det att Södergran lånats ut av Kings för att inleda säsongen 2020/21 med Almtuna IS i Hockeyallsvenskan. Södergran gjorde sitt första mål i Hockeyallsvenskan den 23 oktober samma år, på Claes Endre, då AIK besegrades med 4–2. Södergran spelade sin sista match för Almtuna den 4 november 2020 och lämnade klubben kort därefter för att rehabilitera en ryggskada i Los Angeles. På tolv spelade matcher noterades han för ett mål och två assistpoäng.
Säsongen 2021/22 hade Södergran endast fått spela sju grundseriematcher för Reign då det den 3 mars 2022 meddelades att han lånats ut till Eisbären Berlin i DEL. I den tyska klubben spelade Södergran totalt 12 matcher, där han noterades för sex poäng (två mål, fyra assist). Laget vann grundserien och besegrade sedan även EHC Red Bull München i finalen i det efterföljande slutspelet.
Den 26 maj 2022 bekräftades det att Södergran återvänt till Sverige då han skrivit ett tvåårsavtal med Modo Hockey i Hockeyallsvenskan. Laget vann grundserien och Södergran noterades för 17 poäng på 52 matcher, varav fem mål. I det följande slutspelet slog Modo ut både AIK (4–2) och Mora IK (4–0), innan man ställdes mot Djurgårdens IF i finalserien. Laget tappade en 3–1-ledning till 3-3 men i den sjunde och avgörande matchen vann Modo med 4–0, bland annat efter två mål av Södergran. I slutspelet stod han för fem mål och sju assistpoäng och Modo avancerade till SHL för första gången på sju år.
I den andra omgången av grundserien 2023/24 noterades Södergran för ett hat trick då Linköping HC besegrades med 7–4. Månaden därpå, den 26 oktober, bekräftade Modo Hockey att man förlängt avtalet med Södergran med ytterligare två säsonger. Modo misslyckades att ta sig till SM-slutspel då man placerade sig på elfte plats i grundserietabellen bakom Örebro HK som hade lika många poäng, men med bättre målskillnad än Modo. Södergran missade endast en grundseriematch och noterades för 14 poäng (sex mål, åtta assist) på 51 matcher.
I sin tredje säsong med Modo spelade Södergran 50 grundseriematcher och gjorde sin poängmässigt bästa säsong i SHL. Han noterades för tolv mål och lika många assistpoäng. Modo slutade näst sist i grundserien och tvingades till kvalspel mot HV71. Modo ledde serien med 2–0 i matcher men föll sedan i fyra raka matcher och degraderades därmed till Hockeyallsvenskan. På dessa sex matcher stod Södergran för en assistpoäng.

#### Från 2025: Återkomst till Linköping
Efter Modos degradering meddelades det den 11 april 2025 att Södergran lämnat klubben; fem dagar senare stod det klart att han skrivit ett tvåårsavtal med, och återvänt till, Linköping HC.

### Landslag
Den 5 december 2018 blev Södergran uttagen till Sveriges trupp till JVM i Kanada 2019. Sverige gick obesegrade genom gruppspelet och vann samtliga av sina fyra matcher. Södergran missade gruppspelets sista match mot Kazakstan då han drabbats av magsjuka. Han var dock tillbaka i laget till den efterföljande kvartsfinalen, som Sverige förlorade mot Schweiz med 2–0. På fyra spelade matcher gick Södergran poänglös ur turneringen.

## Statistik

### Klubblag
| 2016–17                  | Linköping HC             | SHL                      | 1   | 0  | 0  | 0  | 0  | —  | — | — | —  | — |
| 2017–18                  | Linköping HC             | SHL                      | 20  | 0  | 0  | 0  | 0  | 4  | 0 | 0 | 0  | 0 |
| 2018–19                  | Linköping HC             | SHL                      | 42  | 8  | 5  | 13 | 4  | —  | — | — | —  | — |
| 2019–20                  | Ontario Reign            | AHL                      | 48  | 2  | 5  | 7  | 8  | —  | — | — | —  | — |
| 2020–21                  | Almtuna IS               | HA                       | 12  | 1  | 2  | 3  | 6  | —  | — | — | —  | — |
| 2021–22                  | Ontario Reign            | AHL                      | 7   | 3  | 0  | 3  | 0  | —  | — | — | —  | — |
| 2021–22                  | Eisbären Berlin          | DEL                      | 7   | 1  | 3  | 4  | 2  | 5  | 1 | 1 | 2  | 0 |
| 2022–23                  | Modo Hockey              | HA                       | 52  | 5  | 12 | 17 | 12 | 17 | 5 | 7 | 12 | 0 |
| 2023–24                  | Modo Hockey              | SHL                      | 51  | 6  | 8  | 14 | 2  | —  | — | — | —  | — |
| 2024–25                  | Modo Hockey              | SHL                      | 50  | 12 | 12 | 24 | 36 | 6  | 0 | 1 | 1  | 0 |
| SHL totalt               | SHL totalt               | SHL totalt               | 164 | 26 | 25 | 51 | 42 | 10 | 0 | 1 | 1  | 0 |
| Hockeyallsvenskan totalt | Hockeyallsvenskan totalt | Hockeyallsvenskan totalt | 64  | 6  | 14 | 20 | 18 | 17 | 5 | 7 | 12 | 0 |
| AHL totalt               | AHL totalt               | AHL totalt               | 55  | 5  | 5  | 10 | 8  | —  | — | — | —  | — |

### Internationellt
| År            | Lag           | Turnering     | Matcher | Mål | Assists | Poäng | Utv. |
| ------------- | ------------- | ------------- | ------- | --- | ------- | ----- | ---- |
| 2019          | Sverige       | JVM           | 4       | 0   | 0       | 0     | 4    |
| Junior totalt | Junior totalt | Junior totalt | 4       | 0   | 0       | 0     | 4    |